# Чешем (станція метро)

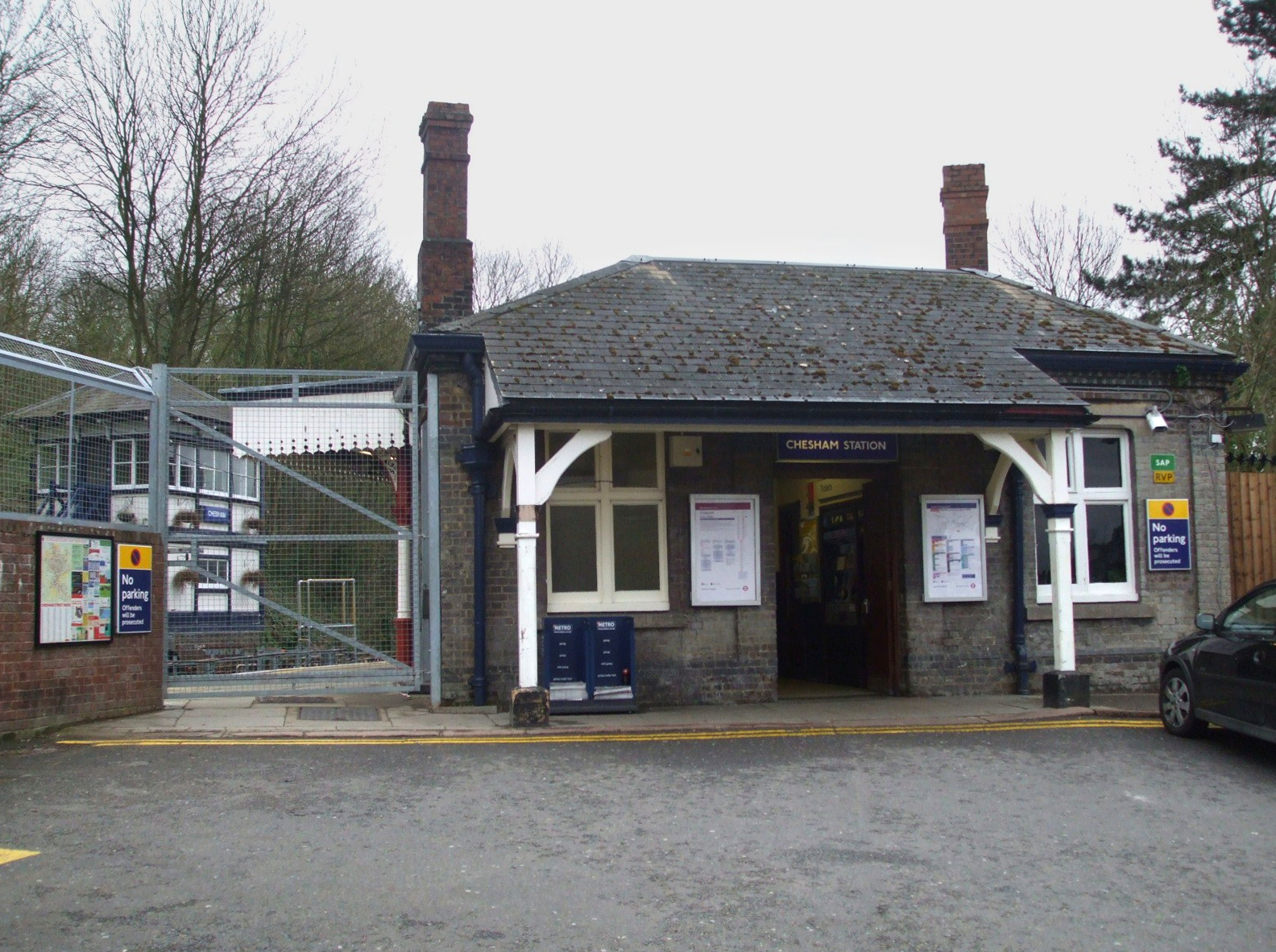
Вхід до станції Чешем

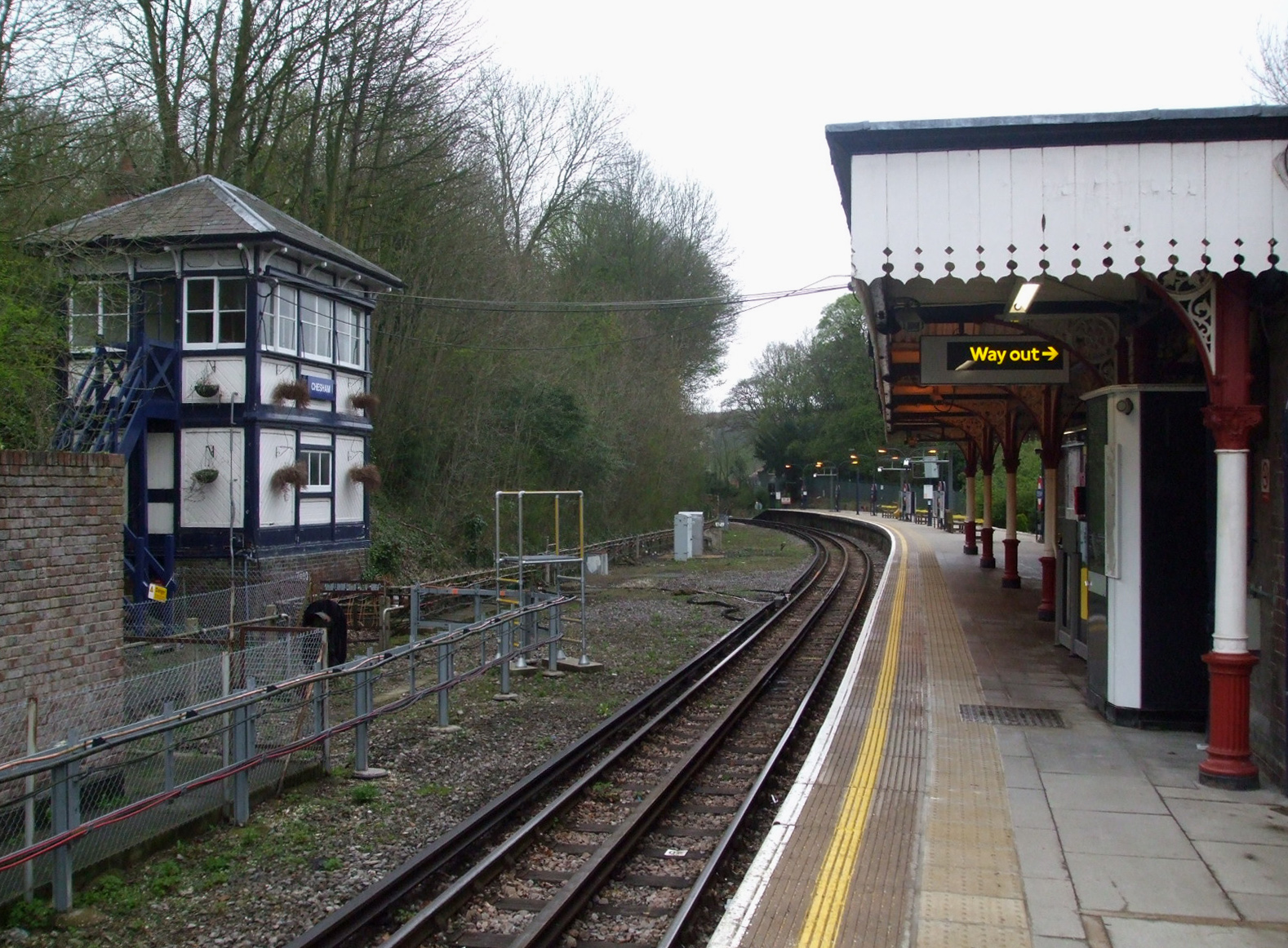
Платформа станції Чешем

51°42′18.72″ пн. ш. 0°36′40.68″ зх. д. / 51.7052000° пн. ш. 0.6113000° зх. д.
Чешем (англ. Chesham) — кінцева станція лінії Метрополітен Лондонського метро. Розташована у 9-й тарифній зоні, у Чешемі, у Бакінгемширі, наступна станція Челфонт-енд-Летімер. Пасажирообіг на 2017 рік — 1.13 млн осіб
Конструкція станції — наземна відкрита з однією береговою платформою.

## Історія
- 8. липня 1889 — відкриття станції
- 14. листопада 1966 — закриття товарної станції[2]

## Послуги
| Попередня станція | Лінія | Лінія                               | Лінія | Наступна станція    |
| ----------------- | ----- | ----------------------------------- | ----- | ------------------- |
| Кінцева           |       | Лондонське метро Лінія Метрополітен |       | Челфонт-енд-Летімер |